# DFB-Jugend-Kicker-Pokal 2001/02
DFB-Jugend-Kicker-Pokalsieger 2001/02 war der FC Schalke 04. Im Endspiel im Berliner Stadion An der Alten Försterei siegte der FC Schalke am 10. Mai 2002 mit 5:4 n. E. gegen den VfB Stuttgart.

## Teilnehmende Mannschaften
Am Wettbewerb nahmen die Juniorenpokalsieger der 21 Landesverbände des DFB teil:
- VfB Lübeck (Schleswig-Holstein)
- Hamburger SV (Hamburg)
- Werder Bremen (Bremen)
- Hannover 96 (Niedersachsen)
- Hansa Rostock (Mecklenburg-Vorpommern)
- Hertha BSC (Berlin)
- Energie Cottbus (Brandenburg)
- VfL Halle (Sachsen-Anhalt)
- Chemnitzer FC (Sachsen)
- FC Carl Zeiss Jena (Thüringen)
- Bayer 04 Leverkusen (Mittelrhein)
- Borussia Mönchengladbach (Niederrhein)
- FC Schalke 04 (Westfalen)
- VfL Hamm/Sieg (Rheinland)
- FK Pirmasens (Südwest)
- 1. FC Saarbrücken (Saarland)
- Eintracht Frankfurt (Hessen)
- VfB Stuttgart (Württemberg)
- SV Sandhausen (Baden)
- SC Pfullendorf (Südbaden)
- Viktoria Aschaffenburg (Bayern)

## 1. Runde
| Datum     |               | Ergebnis |                     |
| --------- | ------------- | -------- | ------------------- |
| 16.9.2001 | VfB Lübeck    | 3:0      | 1. FC Saarbrücken   |
| 16.9.2001 | VfL Halle     | 5:1      | SV Sandhausen       |
| 16.9.2001 | Hertha BSC    | 6:1      | Energie Cottbus     |
| 16.9.2001 | VfL Hamm/Sieg | 0:4      | Eintracht Frankfurt |
| 16.9.2001 | Werder Bremen | 0:1      | Hansa Rostock       |

## Achtelfinale
| Datum      |                        | Ergebnis              |                          |
| ---------- | ---------------------- | --------------------- | ------------------------ |
| 3.10.2001  | Hannover 96            | 2:3 n. V.             | Eintracht Frankfurt      |
| 3.10.2001  | FC Carl Zeiss Jena     | 1:2                   | Borussia Mönchengladbach |
| 3.10.2001  | FK Pirmasens           | 0:2                   | FC Schalke 04            |
| 3.10.2001  | Hansa Rostock          | 1:2 n. V.             | Hamburger SV             |
| 3.10.2001  | Viktoria Aschaffenburg | 1:5                   | VfB Stuttgart            |
| 3.10.2001  | Chemnitzer FC          | 1:3                   | SC Pfullendorf           |
| 3.10.2001  | VfL Halle              | ?:? n. V. (7:8 i. E.) | Bayer 04 Leverkusen      |
| 21.10.2001 | VfB Lübeck             | 0:5                   | Hertha BSC               |

## Viertelfinale
| Datum     |                | Ergebnis |                          |
| --------- | -------------- | -------- | ------------------------ |
| 1.12.2001 | VfB Stuttgart  | 2:0      | Borussia Mönchengladbach |
| 1.12.2001 | SC Pfullendorf | 1:6      | Eintracht Frankfurt      |
| 2.12.2001 | Hertha BSC     | 1:3      | FC Schalke 04            |
| 2.12.2001 | Hamburger SV   | 0:3      | Bayer 04 Leverkusen      |

## Halbfinale
| Datum     |                     | Ergebnis  |               |
| --------- | ------------------- | --------- | ------------- |
| 24.2.2002 | Bayer 04 Leverkusen | 1:4 (0:2) | VfB Stuttgart |
| 14.4.2002 | Eintracht Frankfurt | 1:4 (0:1) | FC Schalke 04 |

## Finale
| Paarung        | VfB Stuttgart – FC Schalke 04 |
| Ergebnis       | 1:1 n. V. (1:1, 0:1), 3:4 i. E. |
| Datum          | 10. Mai 2002 um 18:00 Uhr |
| Stadion        | Stadion An der Alten Försterei, Berlin |
| Zuschauer      | 5000 |
| Schiedsrichter | Alfons Berg (Konz) |
| Tore           | 0:1 Pander (28.) 1:1 D. Berger (80.) Elfmeterschießen: für Stuttgart trafen: Caligiuri, Hartwig, Jurkovic – Marinovic und Kocholl scheiterten für Schalke trafen: Leschinski, Pander, Lamotte, Haufe – Hanke scheiterte                                                                                         |
| VfB Stuttgart  | Milan Jurkovic – Marco di Biccari, Markus Berger, Stefan Jarosch, Steffen Kocholl – Marco Caligiuri – Michael Heilemann (65. Sven Hartwig), Denis Berger – Manuel Bölstler (88. Marijo Marinovic) – Marco Calamita (58. Gerrit Müller), Wjatschaslau Hleb (106. Tufan Balmuk) Cheftrainer: Hans-Martin Kleitsch |
| FC Schalke 04  | Volkan Ünlü – Fabian Lamotte, Christian Petereit, Boris Leschinski, Christian Pander – Cahid Gündogan – Klaus Salmutter (59. Christian Haufe), Mike Holtheuer, Volkan Kiral (97. Selcuk Dede) – Charles Takyi (109. Nadir Düzgün), Mike Hanke Cheftrainer: Norbert Elgert                                       |